# Водосховища Кіровоградської області
Водосховища Кіровоградської області — водосховища, які розташовані на території Кіровоградської області (в адміністративних районах і басейнах річок) — без «транзитних» Кременчуцького  та Кам'янського водосховищ.
На території Кіровоградської області налічується — 84 водосховища, загальною площею понад — 9501 га, з повним об'ємом — 264,3 млн м³.

## Загальна характеристика
Територія Кіровоградської області становить 24,6 тис. км² (4,1 % площі України).
Переважна частина території області розташована в басейні Південного Бугу (63 %), інша — в басейні Дніпра (37 %).
Гідрографічна мережа Кіровоградської області включає великі річки — Південний Буг (у межах області 84 км з 806 км загальної довжини річки), та Дніпро (23 км з 2201 км загальної довжини річки).
Середні річки в басейні Південного Бугу — Інгул та Синюха з притоками Велика Вись, Ятрань, Чорний Ташлик ; середні річки басейну Дніпра — Тясмин, Інгулець.
В області функціонує 84 водосховища з повним об'ємом 264,3 млн м³, з них 4 — об'ємом понад 10 млн м³, найбільше — Іскрівське водосховище на р. Інгулець.
Іскрівське водосховище — повний об'єм — 40,7 млн м³, корисний — 31,0 млн м³, довжина водойми — 35 км, ширина до 1,7 км. Пересічна глибина 3,67 м, максимальна 14,5 м. Іскрівське водосховище споруджено в 1958 р. для технічного водопостачання Криворізького залізорудного басейну та міста Жовті Води, а також для зрошення.
Мінералізація води у Іскрівському водосховищі змінюється від 800 до 1150 мг/дм³, іноді перевищує 2000 мг/дм³, що зумовлено скиданням шахтних вод Криворізького басейну в Інгулець. Спостерігається нестача кисню у воді, особливо у придонних шарах.
Найбільша частка водосховищ області використовується комплексно (39 шт.), для потреб енергетики — 4, для зрошення — 8, для господарсько-питного водопостачання — 2. Інші мають одно — або двоцільове призначення: для риборозведення і культурно-побутового використання — 14; риборозведення і зрошення — 6; зрошення і культурно-побутового використання — 4.
Найбільше водосховищ у Новоукраїнському (13 шт.), Долинському (10 шт.) та Кропивницькому (10 шт.) районах.

## Наявність водосховищ (вдсх) у межах адміністративно-територіальних районів та міст обласного підпорядкування Кіровоградської області[1]
| Район, місто       | Кількість вдсх, шт. | Площа вдсх, га | Об'єм вдсх — повний, млн м³ | Об'єм вдсх — корисний, млн м³ | В оренді, шт. | В оренді, га |
| ------------------ | ------------------- | -------------- | --------------------------- | ----------------------------- | ------------- | ------------ |
| Благовіщенський    | 1                   | 65             | 2,3                         | 2,1                           | 1             | 65           |
| Бобринецький       | 1                   | 105            | 4,6                         | 3,5                           | -**           | -            |
| Вільшанський       | 1                   | 363            | 9,6                         | 8,8                           | -             | -            |
| Гайворонський      | 4                   | 923            | 17,0                        | 13,2                          | 2             | 277          |
| Голованівський     | 1                   | 48             | 2,0                         | 1,8                           | -             | -            |
| Добровеличківський | 3                   | 299            | 6,6                         | 5,7                           | 3             | 299          |
| Долинський         | 10                  | 465            | 14,6                        | 11,9                          | 6             | 245          |
| Знам'янський       | 4                   | 381            | 9,0                         | 7,4                           | 4             | 381          |
| Компаніївський     | 2                   | 124            | 4,9                         | 3,6                           | 2             | 124          |
| Кропивницький      | 10                  | 844            | 24,4                        | 21,2                          | 7             | 599          |
| Маловисківський    | 8                   | 520            | 12,9                        | 10,1                          | 5             | 351          |
| Новгородківський   | 4                   | 520            | 17,8                        | 14,9                          | 4             | 520          |
| Новоархангельський | 4                   | 1163           | 33,0                        | 25,8                          | 1             | 161          |
| Новомиргородський  | 4                   | 511            | 11,0                        | 10,2                          | 3             | 268          |
| Новоукраїнський    | 13                  | 571            | 20,3                        | 16,1                          | 10            | 470          |
| Олександрівський   | 4                   | 295            | 4,8                         | 2,7                           | 4             | 295          |
| Олександрійський   | 4                   | 734            | 15,5                        | 12,9                          | 1             | 41           |
| Онуфріївський      | -*                  | -              | -                           | -                             | -             | -            |
| Петрівський        | 1                   | 1110           | 40,7                        | 31,1                          | -             | -            |
| Світловодський     | -                   | -              | -                           | -                             | -             | -            |
| Устинівський       | 4                   | 210            | 9,1                         | 6,9                           | 4             | 210          |
| м. Кропивницький   | 1                   | 250            | 4,2                         | 3,1                           | -             | -            |
| Разом              | 84                  | 9501           | 264,3                       | 213                           | 57            | 4306         |

Примітки: -* — немає водосховищ на території району;
-* — немає водосховищ, переданих в оренду.
Близько двох третин (68 %) водосховищ Кіровоградської області використовуються на умовах оренди.

## Наявність водосховищ (вдсх) у межах основнихрайонів річкових басейнівна території Кіровоградської області[1]
| Район річкового басейну       | Кількість вдсх, шт. | Площа вдсх, га | Об'єм вдсх — повний, млн м³ | Об'єм вдсх — корисний, млн м³ | В оренді, шт. | В оренді, га |
| ----------------------------- | ------------------- | -------------- | --------------------------- | ----------------------------- | ------------- | ------------ |
| Дніпра, у тому числі          | 21                  | 2947           | 86,6                        | 68,2                          | 16            | 1089         |
| р. Інгулець                   | 17                  | 2646           | 81,8                        | 65,4                          | 12            | 788          |
| Південного Бугу, у тому числі | 63                  | 6554           | 177,7                       | 144,8                         | 41            | 3217         |
| р. Інгул                      | 24                  | 2091           | 62,6                        | 51,1                          | 16            | 1326         |
| р. Синюха                     | 34                  | 3475           | 95,8                        | 78,5                          | 22            | 1549         |
| Разом                         | 84                  | 9501           | 264,3                       | 213                           | 57            | 4306         |

В межах району річкового басейну Південного Бугу розташовано 75 % водосховищ Кіровоградської області, в басейні Дніпра — 25 % водосховищ області.

## Наявність водосховищ (вдсх) об'ємом понад 10млн м³ на території Кіровоградської області[1]
| Назва водосховища, річки (басейну)                   | Місцезнаходження вдсх (населений пункт, район) | Площа вдсх, га | Об'єм вдсх — повний, млн м³ | Об'єм вдсх — корисний, млн м³ |
| ---------------------------------------------------- | ---------------------------------------------- | -------------- | --------------------------- | ----------------------------- |
| Гайворонське вдсх, р. Південний Буг                  | м. Гайворон, Гайворонський                     | 496            | 11,3                        | 9,3                           |
| Новоархангельське вдсх, р. Синюха (р. Південний Буг) | смт Новоархангельськ, Новоархангельський       | 457            | 14,8                        | 11,15                         |
| Тернівське вдсх, р. Синюха (р. Південний Буг)        | с. Тернівка, Новоархангельський                | 400            | 12,2                        | 10,0                          |
| Іскрівське вдсх, р. Інгулець (р. Південний Буг)      | с. Іскрівка, Петрівський                       | 1110           | 40,7                        | 31,0                          |